# Kimiko Date
Kimiko Date (クルム 伊達 公子?, Kurumu Date Kimiko; Kyoto, 28 settembre 1970) è un'ex tennista giapponese.
Dal 2001 al 2016 si è fatta anche chiamare Kimiko Date-Krumm, avendo sposato il pilota automobilistico tedesco Michael Krumm, con il quale ha vissuto a Tokyo. Nel gennaio 2017 la coppia ha annunciato la separazione.
Per anni è stata la tennista più anziana del circuito. Ritiratasi nel 1996, è tornata inaspettatamente all'agonismo dodici anni dopo, nel 2008. Con la vittoria nel torneo di Seul nel 2009 è diventata la seconda tennista più anziana dell'Era Open (preceduta solo da Billie Jean King) a essersi aggiudicata un titolo WTA, all'incredibile età di 39 anni. Nel 2017 ha dato l'addio al tennis.
Nella sua longeva carriera si è aggiudicata in tutto otto tornei WTA in singolare e sei in doppio, spingendosi fino alla quarta posizione in classifica mondiale e raggiungendo la semifinale agli Australian Open nel 1994, al Roland Garros nel 1995 e a Wimbledon nel 1996.

## Biografia

### Primi anni
Nata da Juichi e Masako Date, ha due fratelli: Ha giocato per la prima volta a tennis all'età di sei anni. Era mancina, ma è stata addestrata a impugnare la racchetta con la mano destra. Ha studiato alla Sonoda Gakuen Junior High School e alla Senior High School, dove si è diplomata nel 1989.
Ha fatto il suo esordio nel circuito professionistico nel marzo del 1989 e riesce ad accedere al Roland Garros come lucky loser. A Parigi vince il match d'esordio contro la statunitense Michelle Torres, ma si arrende al secondo turno davanti alla tedesca Martina Pawlik. In stagione riesce a partecipare anche al Torneo di Wimbledon e agli US Open, uscendone però sempre sconfitta al primo turno.
All'inizio del 1990 gioca l'unico Slam che le manca, ottenendo un quarto turno agli Australian Open dopo avere eliminato sulla sua strada anche Pam Shriver, testa di serie numero undici. Grazie al quarto turno raggiunto a Melbourne riesce a entrare per la prima volta nella top-100 mondiale.
L'anno successivo arriva la prima finale nel circuito WTA: a Los Angeles supera le qualificazioni per il tabellone principale e successivamente elimina tre teste di serie prima di raggiungere la finale. Nel match decisivo viene tuttavia sconfitta da Monica Seles in due set. Grazie alla finale raggiunta ottiene un grande salto in classifica, entrando per la prima volta nella top-50.
I passi avanti continuano e nel 1992 vince il suo primo titolo, a Tokyo, entrando così a fare parte delle prime venti tenniste al mondo.

### 1993 - 1996: le vittorie e il primo ritiro
Nel 1993 inizia a farsi notare maggiormente; vince di nuovo il torneo a Tokyo e gioca altre due finali in stagione (Osaka e Tokyo). Ottiene inoltre un'importante semifinale a Miami e i quarti di finale agli US Open.
Il 1994 inizia nel migliore dei modi; vince infatti ai primi di gennaio il titolo a Sydney su Mary Joe Fernández mentre agli Australian Open raggiunge le semifinali, dove deve però arrendersi a Steffi Graf. Durante l'anno riesce a vincere, per la terza volta, il titolo a Tokyo e a raggiungere i quarti di finale a Miami e agli US Open. Grazie all'ottima stagione partecipa al WTA Tour Championships, dove si ferma alle semifinali.
Nel 1995 gioca quattro finali, tra cui spicca la finale persa a Miami contro Steffi Graf. All'Open di Francia si avventura fino alle semifinali, sconfitta da Arantxa Sánchez Vicario. A Wimbledon dimostra di sapersi adattare anche al gioco sull'erba, raggiungendo per la prima volta in carriera i quarti di finale nello Slam londinese, venendo sconfitta da Jana Novotná. Grazie all'ottima stagione raggiunge a novembre la quarta posizione in classifica mondiale, il suo miglior piazzamento in carriera.
Nel 1996 vince due titoli, a Tokyo e San Diego, e raggiunge quattro volte la semifinale, tra cui spicca quella a Wimbledon persa contro Steffi Graf. Partecipa alle sue seconde Olimpiadi, arrivando fino ai quarti ad Atlanta. Il 24 settembre annuncia il suo ritiro alla fine della stagione 1996; a fine anno lascia il tennis mentre si trova all'ottava posizione in classifica e dopo 149 settimane passate in top-10.

### 2008: il ritorno

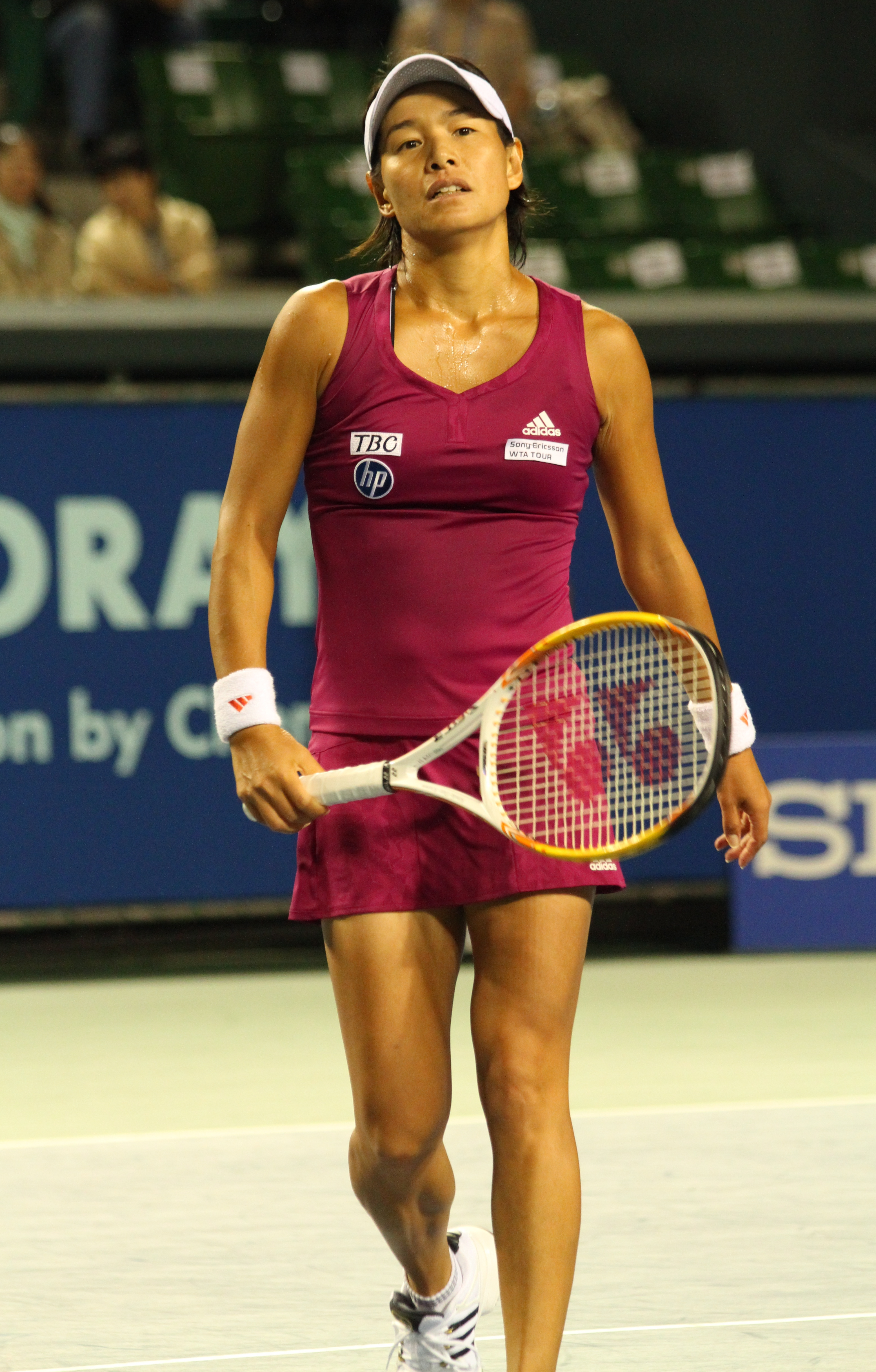
Kimiko Date nel 2010

È sorprendentemente rientrata nel circuito professionistico nell'aprile del 2008, ben dodici anni dopo, e nel giugno dello stesso anno ha vinto il primo torneo dopo il rientro, imponendosi nel Tokyo Ariake International Ladies Open. Sempre nel 2008 ha vinto i campionati nazionali giapponesi sia nel singolare che nel doppio. Nel settembre del 2009 ha vinto il torneo WTA di Seul, risultando la seconda giocatrice più "anziana" a imporsi in una tappa del circuito dopo Billie Jean King.
Il 27 settembre 2010 ha battuto Marija Šarapova al primo turno del Toray Pan Pacific Open per 7-5, 3-6, 6-3. Nel torneo di Wimbledon del 2011 lotta in maniera splendida contro la cinque volte campionessa Venus Williams, ma alla fine si arrende alla statunitense con il risultato finale di 6(6)–7,6-3,8-6.
Il 16 ottobre 2011 vince il titolo di doppio nel torneo Wta di Osaka in coppia con Shuai Zhang contro Vania King e Jaroslava Švedova. Alla fine della stagione non riesce a confermare i risultati dell'anno precedente (finale ad Osaka, semifinale a Bali, quarti a Seul e ottavi a Tokyo) ed esce dalle prime cento giocatrici al mondo per la prima volta dal 2009. Il 30 ottobre 2011 vince il torneo da 100.000$ di Poitiers e ritorna così alla vittoria di un torneo nel circuito ITF dopo Toyota nel 2009. La settimana seguente raggiunge la finale nel 100.000$+H di Taipei, dove perde però con un duplice 6-2 per mano di Ayumi Morita.
Inoltre centra la finale nel 75.000$+H torneo di Toyota, dove si arrende alla tailandese Tanasugarn in due set, di conseguenza ritorna nelle top 100 e si piazza all'88º posto. All'inizio del 2012 vince il torneo da 50.000$ di Quanzhou, ma poi perde al primo turno degli Australian Open contro Eléni Daniilídou. Partecipa per la prima volta in carriera a un torneo di doppio misto insieme al connazionale Kei Nishikori, ma i due vengono eliminati agli ottavi di finale, mentre nel doppio femminile viene eliminata insieme alla cinese Zhang al primo turno.
Si ripresenta alla finale di un torneo WTA al Japan Women's Open Tennis 2012 in coppia con Heather Watson, di ventidue anni più giovane, ma vengono sconfitte dal team statunitense Raquel Kops-Jones-Abigail Spears. All'inizio del 2013 prende parte all'Australian Open e vince il primo match nello Slam asiatico dal lontano 1996 superando la numero dodici del seeding Nadia Petrova. Con questo risultato ha stabilito il record di anzianità per la vincitrice di un match nel tabellone principale dello Slam australiano. Si avventura fino al terzo turno dove viene sconfitta dalla serba Jovanovski.
Nel mese di febbraio riesce a vincere il quarto titolo in doppio a Pattaya e nel mese di aprile vince il quinto a Monterrey insieme a Tímea Babos. A Wimbledon 2013 raggiunge il terzo turno, diventando la giocatrice più anziana a vincere due incontri in un torneo Slam, prima di arrendersi alla numero uno al mondo Serena Williams.

### Il definitivo ritiro
Dopo essersi operata più volte e avere invano tentato di ritornare tra le prime cento del mondo la Date ha annunciato il ritiro sul proprio blog il 28 agosto 2017, all'età di 47 anni, chiudendo così una carriera che sembrava eterna. Si è comunque concessa ai suoi fan un'ultima volta al WTA di Tokyo, qualche settimana dopo, dove è uscita per mano di Aleksandra Krunić (6-0, 6-0).

## Vita privata
Dopo aver divorziato è tornata a vivere in Giappone. Kimiko Date è rimasta in buoni rapporti con l'ex marito, avendo tra l'altro chiamato la panetteria di cui è attualmente titolare "Frau Krumm" (l'esercizio commerciale si trova a Tokyo).

## Curiosità
- Nel 2004 ha partecipato alla maratona di Londra, completandola in 210'.
- Ha finanziato la costruzione di una scuola in Laos.

## Statistiche

### Singolare

#### Vittorie (8)
| Legenda: Prima del 2009 | Legenda: Dal 2009     |
| ----------------------- | --------------------- |
| Grande Slam (0)         |                       |
| Ori Olimpici (0)        |                       |
| WTA Finals (0)          |                       |
| Tier I (1)              | Premier Mandatory (0) |
| Tier II (2)             | Premier 5 (0)         |
| Tier III (3)            | Premier (0)           |
| Tier IV (1)             | International (1)     |
| Tier V (0)              | International (1)     |

| N. | Data              | Torneo                                     | Superficie    | Avversaria in finale    | Punteggio     |
| 1. | 6 aprile 1992     | Japan Open Tennis Championships, Tokyo     | Cemento       | Sabine Appelmans        | 7-5, 3-6, 6-3 |
| 2. | 5 aprile 1993     | Japan Open Tennis Championships, Tokyo (2) | Cemento       | Stephanie Rottier       | 6-1, 6-3      |
| 3. | 10 gennaio 1994   | Medibank International, Sydney             | Cemento       | Mary Joe Fernández      | 6-4, 6-2      |
| 4. | 4 aprile 1994     | Japan Open Tennis Championships, Tokyo (3) | Cemento       | Amy Frazier             | 7-5, 6-0      |
| 5. | 30 gennaio 1995   | Toray Pan Pacific Open, Tokyo              | Sintetico (i) | Lindsay Davenport       | 6-1, 6-2      |
| 6. | 15 aprile 1996    | Japan Open Tennis Championships, Tokyo (4) | Cemento       | Amy Frazier             | 6-4, 7-5      |
| 7. | 19 agosto 1996    | San Diego Open, San Diego                  | Cemento       | Arantxa Sánchez Vicario | 3-6, 6-3, 6-0 |
| 8. | 27 settembre 2009 | Hansol Korea Open, Seul                    | Cemento       | Anabel Medina Garrigues | 6-3, 6-3      |

#### Sconfitte (7)
| Legenda: Prima del 2009 | Legenda: Dal 2009     |
| ----------------------- | --------------------- |
| Grande Slam (0)         |                       |
| Argenti Olimpici (0)    |                       |
| WTA Finals (0)          |                       |
| Tier I (1)              | Premier Mandatory (0) |
| Tier II (2)             | Premier 5 (0)         |
| Tier III (3)            | Premier (0)           |
| Tier IV (0)             | International (1)     |
| Tier V (0)              | International (1)     |

| N. | Data              | Torneo                                      | Superficie    | Avversaria in finale | Punteggio        |
| 1. | 12 agosto 1991    | East West Bank Classic, Manhattan Beach     | Cemento       | Monica Seles         | 3-6, 2-6         |
| 2. | 8 febbraio 1993   | Asian Open, Osaka                           | Sintetico (i) | Jana Novotná         | 3-6, 2-6         |
| 3. | 20 settembre 1993 | Nichirei International Championships, Tokyo | Cemento       | Amanda Coetzer       | 3-6, 2-6         |
| 4. | 25 marzo 1995     | Miami Masters, Key Biscayne                 | Cemento       | Steffi Graf          | 1-6, 4-6         |
| 5. | 10 aprile 1995    | Japan Open Tennis Championships, Tokyo      | Cemento       | Amy Frazier          | 6(5)-7, 5-7      |
| 6. | 22 maggio 1995    | Internationaux de Strasbourg, Strasburgo    | Terra rossa   | Lindsay Davenport    | 6-3, 1-6, 2-6    |
| 7. | 17 ottobre 2010   | Japan Women's Open Tennis, Osaka            | Cemento       | Tamarine Tanasugarn  | 5-7, 7-6(4), 1-6 |

### Doppio

#### Vittorie (6)
| Legenda: Prima del 2009 | Legenda: Dal 2009     |
| ----------------------- | --------------------- |
| Grande Slam (0)         |                       |
| Ori Olimpici (0)        |                       |
| WTA Finals (0)          |                       |
| Tier I (0)              | Premier Mandatory (0) |
| Tier II (0)             | Premier 5 (0)         |
| Tier III (1)            | Premier (0)           |
| Tier IV (0)             | International (5)     |
| Tier V (0)              | International (5)     |

| N. | Data            | Torneo                                   | Superficie    | Compagna           | Avversaria in finale                 | Punteggio           |
| 1. | 21 aprile 1996  | Japan Open Tennis Championships, Tokyo   | Cemento       | Ai Sugiyama        | Amy Frazier Kimberly Po              | 7-6(6), 6(6)-7, 6-3 |
| 2. | 16 ottobre 2011 | HP Open, Osaka                           | Cemento       | Zhang Shuai        | Vania King Jaroslava Švedova         | 7-5, 3-6, [11-9]    |
| 3. | 15 aprile 2012  | Danish Open, Copenaghen                  | Sintetico (i) | Rika Fujiwara      | Sofia Arvidsson Kaia Kanepi          | 6-2, 4-6, [10-5]    |
| 4. | 3 febbraio 2013 | PTT Pattaya Open, Pattaya                | Cemento       | Casey Dellacqua    | Akgul Amanmuradova Aleksandra Panova | 6-3, 6-2            |
| 5. | 7 aprile 2013   | Monterrey Open, Monterrey                | Cemento       | Tímea Babos        | Eva Birnerová Tamarine Tanasugarn    | 6-1, 6-4            |
| 6. | 25 maggio 2013  | Internationaux de Strasbourg, Strasburgo | Terra rossa   | Chanelle Scheepers | Cara Black Marina Eraković           | 6-4, 3-6, [14-12]   |

#### Sconfitte (4)
| Legenda: Prima del 2009 | Legenda: Dal 2009     |
| ----------------------- | --------------------- |
| Grande Slam (0)         |                       |
| Argenti Olimpici (0)    |                       |
| WTA Finals (0)          |                       |
| Tier I (0)              | Premier Mandatory (0) |
| Tier II (0)             | Premier 5 (0)         |
| Tier III (0)            | Premier (0)           |
| Tier IV (1)             | International (3)     |
| Tier V (0)              | International (3)     |

| N. | Data              | Torneo                                       | Superficie | Compagna       | Avversaria in finale             | Punteggio        |
| 1. | 6 aprile 1992     | Japan Open Tennis Championships, Tokyo       | Cemento    | Stephanie Rehe | Amy Frazier Rika Hiraki          | 7-5, 6(5)-7, 0-6 |
| 2. | 14 settembre 2009 | Guangzhou International Women's Open, Canton | Cemento    | Sun Tiantian   | Vol'ha Havarcova Taccjana Pučak  | 6-3, 2-6, [8-10] |
| 3. | 26 febbraio 2012  | Monterrey Open, Monterrey                    | Cemento    | Zhang Shuai    | Sara Errani Roberta Vinci        | 2-6, 6(6)-7      |
| 4. | 14 ottobre 2012   | HP Open, Osaka                               | Cemento    | Heather Watson | Raquel Kops-Jones Abigail Spears | 1-6, 4-6         |

## Circuito WTA 125

### Singolare

#### Sconfitte (1)
| N. | Data             | Torneo                  | Superficie | Avversaria in finale | Punteggio |
| 1. | 11 novembre 2012 | Royal Indian Open, Pune | Cemento    | Elina Svitolina      | 2-6, 3-6  |

## Risultati in progressione
| Sigla | Risultato               |
| ----- | ----------------------- |
| V     | Vincitore               |
| F     | Finalista               |
| SF    | Semifinalista           |
| O     | Oro olimpico            |
| A     | Argento olimpico        |
| SF    | Bronzo olimpico         |
| QF    | Quarti di Finale        |
| 4T    | Quarto turno            |
| 3T    | Terzo turno             |
| 2T    | Secondo turno           |
| 1T    | Primo turno             |
| RR    | Round Robin             |
| LQ    | Turno di qualificazione |
| A     | Assente                 |
| ND    | Non disputato           |

| Legenda superfici    |
| -------------------- |
| Cemento              |
| Terra battuta        |
| Erba                 |
| Superficie variabile |

### Singolare
| Torneo                 | 1988  | 1989  | 1990  | 1991  | 1992  | 1993  | 1994  | 1995  | 1996  | 1997-2007 | 2008  | 2009  | 2010  | 2011  | 2012  | 2013  | 2014  | 2015 | Titoli | V-P   |
| ---------------------- | ----- | ----- | ----- | ----- | ----- | ----- | ----- | ----- | ----- | --------- | ----- | ----- | ----- | ----- | ----- | ----- | ----- | ---- | ------ | ----- |
| Tornei del grande slam |       |       |       |       |       |       |       |       |       |           |       |       |       |       |       |       |       |      |        |       |
| Australian Open        | A     | LQ    | 4T    | 2T    | 2T    | 2T    | SF    | 3T    | 2T    | A         | A     | 1T    | 1T    | 1T    | 1T    | 3T    | 1T    | 1T   | 0 / 14 | 16–14 |
| Open di Francia        | A     | 2T    | LQ    | A     | 4T    | 2T    | 1T    | SF    | 4T    | A         | A     | LQ    | 2T    | 1T    | 1T    | 1T    | 1T    |      | 0 / 11 | 14–11 |
| Wimbledon              | LQ    | 1T    | 2T    | 1T    | 2T    | A     | 3T    | QF    | SF    | A         | A     | 1T    | 1T    | 2T    | 1T    | 3T    | 1T    |      | 0 / 13 | 16–13 |
| US Open                | A     | 1T    | 2T    | 2T    | 2T    | QF    | QF    | 4T    | 1T    | A         | LQ    | LQ    | 1T    | 1T    | 1T    | 1T    | 1T    |      | 0 / 13 | 14–13 |
| Titoli                 | 0 / 0 | 0 / 3 | 0 / 3 | 0 / 3 | 0 / 4 | 0 / 3 | 0 / 4 | 0 / 4 | 0 / 4 | 0 / 0     | 0 / 0 | 0 / 2 | 0 / 4 | 0 / 4 | 0 / 4 | 0 / 4 | 0 / 4 |      | 0 / 51 | N/A   |
| V-P                    | 0–0   | 1–3   | 5–3   | 2–3   | 6–4   | 6–3   | 11–4  | 14–4  | 9–4   | 0–0       | 0–0   | 0–2   | 1–4   | 1–4   | 0–4   | 4–4   | 0-4   | 0-1  |        | 60–51 |

## Vittorie contro giocatrici Top 10
| Stagione | 1991 | 1992 | 1993 | 1994 | 1995 | 1996 | 1997-2009 | 2010 | Totale |
| Vittorie | 1    | 1    | 3    | 4    | 4    | 6    | 0         | 2    | 21     |

| #    | Giocatrice                  | Ranking | Evento                            | Superficie    | Turno | Punteggio           | Rank. KDR |
| ---- | --------------------------- | ------- | --------------------------------- | ------------- | ----- | ------------------- | --------- |
| 1991 |                             |         |                                   |               |       |                     |           |
| 1.   | Gabriela Sabatini (1)       | 3       | LA Championships, Manhattan Beach | Cemento       | SF    | 3-6, 6-1, 6-4       | 112       |
| 1992 |                             |         |                                   |               |       |                     |           |
| 2.   | Arantxa Sánchez Vicario (1) | 8       | Pan Pacific Open, Tokyo           | Sintetico (i) | QF    | 6-3, 6-4            | 31        |
| 1993 |                             |         |                                   |               |       |                     |           |
| 3.   | Mary Joe Fernández (1)      | 7       | Miami Open, Miami                 | Cemento       | QF    | 7-6(4), 6-3         | 26        |
| 4.   | Anke Huber (1)              | 10      | US Open, New York                 | Cemento       | 3T    | 6-3, 6-2            | 18        |
| 5.   | Jana Novotná                | 8       | US Open, New York                 | Cemento       | 4T    | 6-4, 6-4            | 18        |
| 1994 |                             |         |                                   |               |       |                     |           |
| 6.   | Conchita Martínez (1)       | 4       | Sydney International, Sydney      | Cemento       | QF    | 6-3, 6-0            | 13        |
| 7.   | Mary Joe Fernández (2)      | 7       | Sydney International, Sydney      | Cemento       | F     | 6-4, 6-2            | 13        |
| 8.   | Conchita Martínez (2)       | 4       | Australian Open, Melbourne        | Cemento       | QF    | 6-2, 4-6, 6-3       | 9         |
| 9.   | Conchita Martínez (3)       | 3       | WTA Tour Championships, New York  | Sintetico (i) | QF    | 2-6, 6-4, 7-6(1)    | 10        |
| 1995 |                             |         |                                   |               |       |                     |           |
| 10.  | Conchita Martínez (4)       | 4       | Pan Pacific Open, Tokyo           | Sintetico (i) | QF    | 0-6, 6-2, 6-3       | 10        |
| 11.  | Lindsay Davenport (1)       | 6       | Pan Pacific Open, Tokyo           | Sintetico (i) | F     | 6-1, 6-2            | 10        |
| 12.  | Gabriela Sabatini (2)       | 7       | Miami Open, Miami                 | Cemento       | SF    | 1-6, 7-6(2), 7-6(4) | 9         |
| 13.  | Lindsay Davenport (2)       | 6       | Open di Francia, Parigi           | Terra rossa   | 4T    | 6-4, 6-3            | 9         |
| 1996 |                             |         |                                   |               |       |                     |           |
| 14.  | Anke Huber (2)              | 5       | Fed Cup, Tokyo                    | Cemento (i)   | QF    | 4-6, 6-4, 6-1       | 7         |
| 15.  | Steffi Graf                 | 1       | Fed Cup, Tokyo                    | Cemento (i)   | QF    | 7-6(7), 3-6, 12-10  | 7         |
| 16.  | Conchita Martínez (5)       | 2       | Torneo di Wimbledon, Londra       | Erba          | 4T    | 5-7, 7-6(5), 6-3    | 13        |
| 17.  | Conchita Martínez (6)       | 3       | San Diego Open, San Diego         | Cemento       | SF    | 6-2, 7-5            | 9         |
| 18.  | Arantxa Sánchez Vicario (2) | 2       | San Diego Open, San Diego         | Cemento       | F     | 3-6, 6-3, 6-0       | 9         |
| 19.  | Monica Seles                | 1       | WTA Tour Championships, New York  | Sintetico (i) | 1T    | 5-4 rit.            | 9         |
| 2010 |                             |         |                                   |               |       |                     |           |
| 20.  | Dinara Safina               | 9       | Open di Francia, Parigi           | Terra rossa   | 1T    | 3-6, 6-4, 7-5       | 72        |
| 21.  | Samantha Stosur             | 8       | Japan Women's Open Tennis, Osaka  | Cemento       | QF    | 5-7, 6-3, 7-6(4)    | 56        |